# Straßenheim
Straßenheim ist ein Weiler in Mannheim und gehört als Wohnplatz zum Stadtteil Wallstadt.

## Geografie
Straßenheim liegt an der nordöstlichen Mannheimer Stadtgrenze entlang einer einzigen Durchgangsstraße, der Ortsstraße. Es grenzt im Norden an das hessische Viernheim, im Osten an Heddesheim und im Westen an die Mannheimer Stadtteile Vogelstang und Wallstadt. Nur etwa 1,6 Kilometer entfernt befindet sich das Viernheimer Kreuz mit den Autobahnen 6 und 659.

## Geschichte
Im Jahr 903 wurde Straßenheim erstmals als Strazheim im Lorscher Codex genannt. Der Ortsname geht zurück auf die Lage an der alten Römerstraße Mainz–Worms–Ladenburg–Neuenheim. 1141 wurde eine Basilika errichtet, die damit als älteste Kirche in Mannheim gilt. Die Territorialhoheit war zwischen der Kurpfalz und dem Hochstift Worms strittig. 1802 wurde der Ort von hessischen Truppen besetzt, bereits ein Jahr später kam er bei einem Gebietsaustausch zu Baden. Erstmals wurde nun ein Stabhalter eingesetzt, der auch das Amt des Hubschultheißen ausübte. Die Ortspolizeirechte wurden 1833 auf Heddesheim übertragen. 1905 wurde der Wasserturm errichtet.

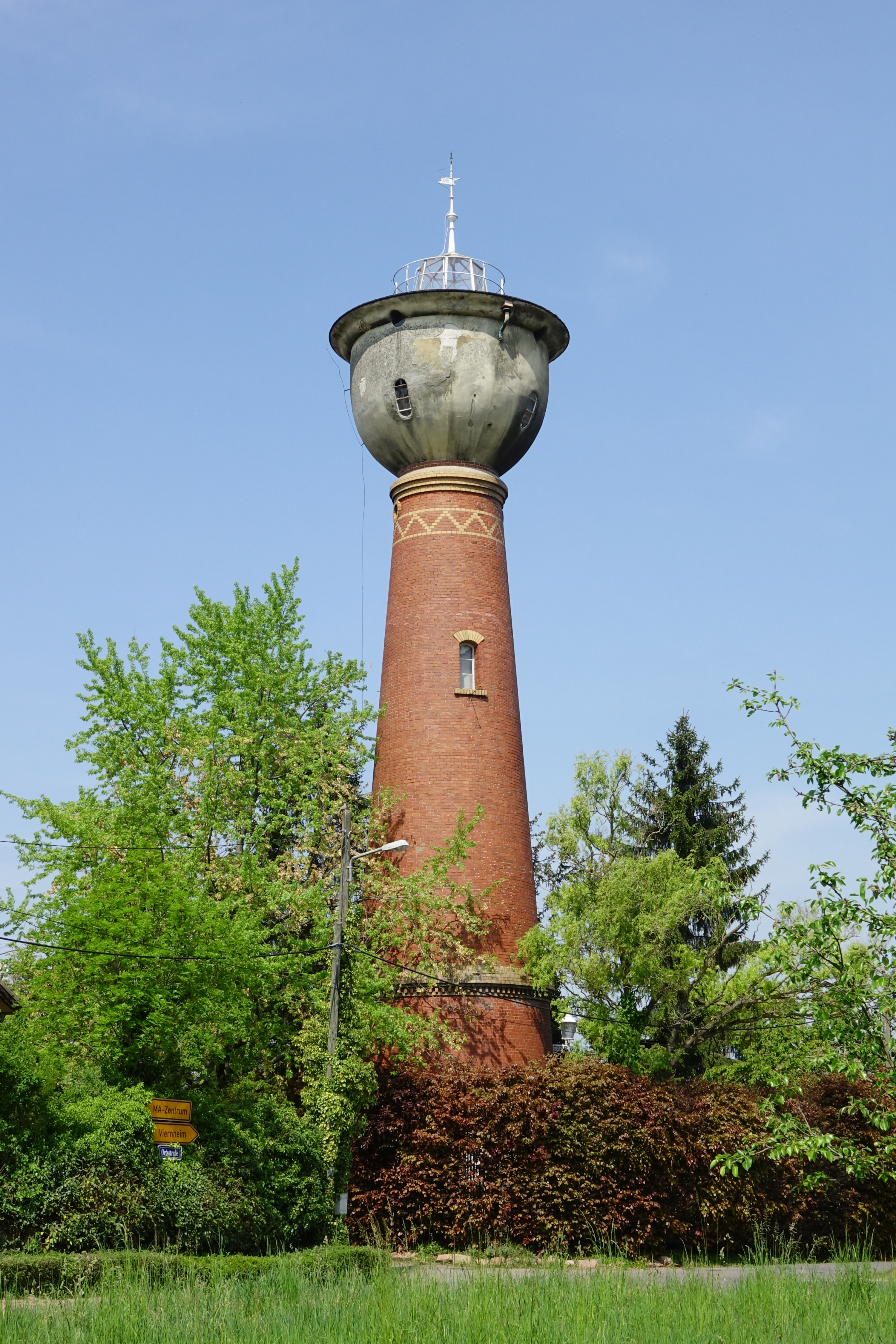
Wasserturm in Straßenheim

Die badische Gemeindeordnung von 1921 bestimmte, dass alle abgesonderten Gemarkungen an ihre Hauptorte angeschlossen werden sollten. Deshalb beschloss 1928 das Innenministerium, dass Straßenheim zu Heddesheim eingemeindet werden sollte. Dagegen erhob sich im Ort Widerstand; 1930 konnte der Anschluss an Mannheim erreicht werden. 1984 erhielt die Reiterstaffel des Polizeipräsidiums Mannheim, die seit 2014 Teil der Bereitschaftspolizeidirektion Bruchsal im Polizeipräsidium Einsatz ist, ihren Dienstsitz in einem Straßenheimer Hof. 1989 wurden Pläne der Stadtverwaltung bekannt, dass die umliegenden Felder großflächig bebaut und Straßenheim mit einem eigenen Straßenbahnanschluss zu einem vollwertigen Stadtteil umgewidmet werden sollte. Nach heftigen Protesten ließ der Gemeinderat das Projekt 1990 fallen.
| Einwohnerentwicklung | 1818 | 1852 | 1875 | 1905 | 1925 | 1930 |
| -------------------- | ---- | ---- | ---- | ---- | ---- | ---- |
| Straßenheim          | 113  | 160  | 142  | 122  | 95   | 120  |

## Kultur und Sehenswürdigkeiten
- Magdalenenkapelle